# Афанасьєвка
Афана́сьєвка (каз. Афанасьев) — село у складі району Шал-акина Північноказахстанської області Казахстану. Адміністративний центр Афанасьєвського сільського округу.
Населення — 400 осіб (2021; 613 у 2009, 1040 у 1999, 1270 у 1989).
Національний склад станом на 1989 рік:
- росіяни — 44 %
- німці — 27 %
- казахи — 20 %.